# تنوع حيوي

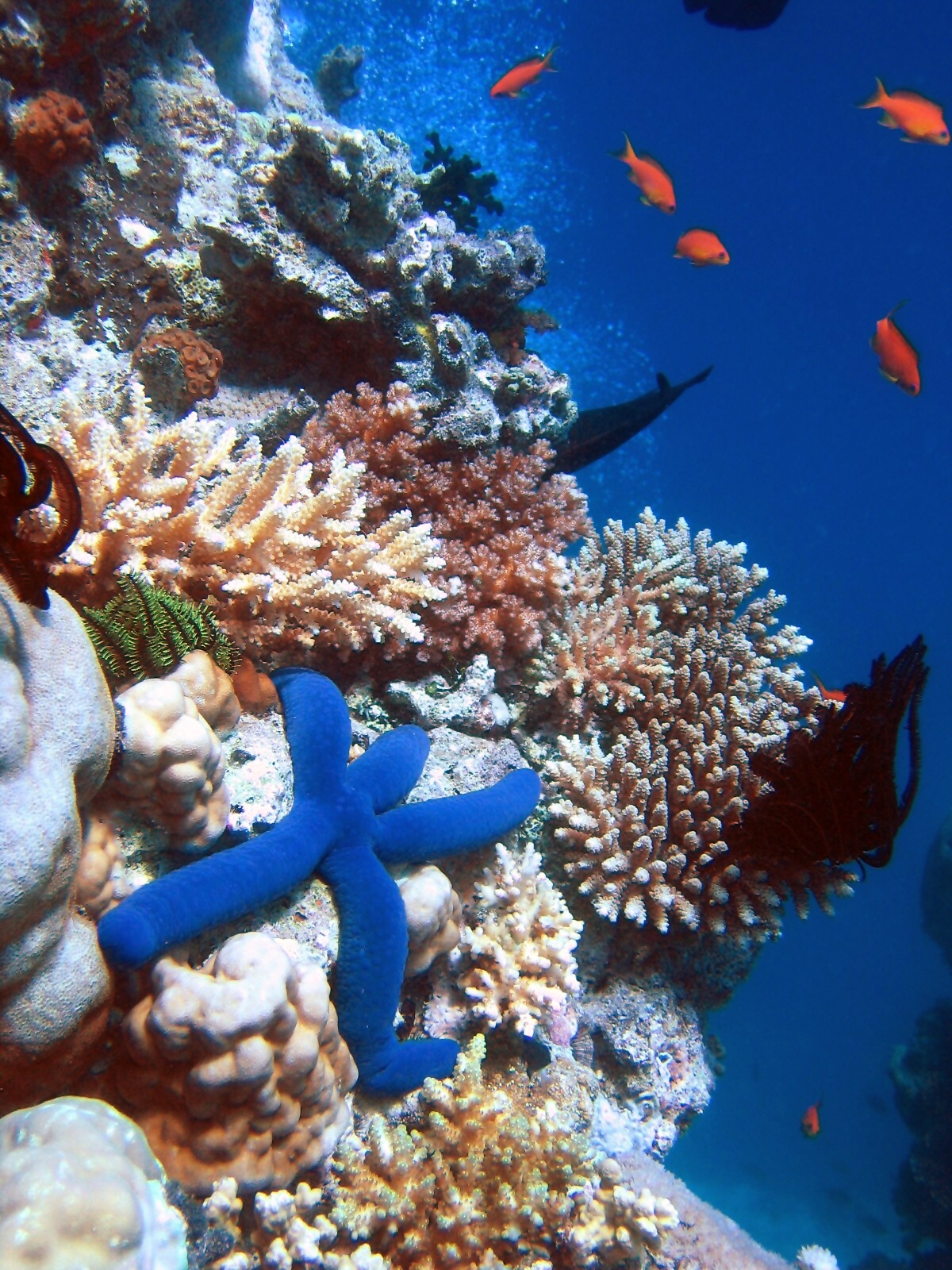
الشعاب المرجانية هي من بين الأنواع الإيكولوجية الأكثر تنوعاً على وجه الأرض.

التنوع الحيوي، يقصد به التنوع البيولوجي وتنوع أشكال الحياة على الأرض. التنوع الحيوي مقياس للتباين على المستوى الجيني ومستوى الأنواع والنظام البيئي. تكون نسب التنوع الحيوي أكبر بالقرب من خط الاستواء نتيجة المناخ الدافئ والإنتاج الأولي العالي. تتفاوت نسب التنوع الحيوي على الأرض، وهو أكثر غنى في المناطق المدارية.
تغطي النظم البيئية للغابات الاستوائية أقل من 10% من سطح الأرض، وتحوي حوالي 90% من الأنواع في العالم. يكون التنوع الحيوي البحري أكبر على طول السواحل في غرب المحيط الهادئ، حيث تكون درجة حرارة سطح البحر أعلى، وفي نطاق خط العرض الأوسط في جميع المحيطات.
لوحظ تدرجات عرضية في تنوع الأنواع، إذ يميل التنوع الحيوي عمومًا إلى التجمع في النقاط الساخنة، وتزايد بمرور الوقت، ومن المرجح أن يتباطأ في المستقبل كنتيجة أولية لإزالة الغابات. يشمل أيضًا العمليات التطورية والبيئية والثقافية التي تحافظ على الحياة.
تسبب التغيرات البيئية السريعة عادةً انقراضات جماعية. تشير التقديرات إلى انقراض أكثر من 99.9% من جميع الأنواع التي عاشت على الأرض، والتي بلغ عددها أكثر من خمسة مليارات نوع. تتراوح التقديرات الخاصة بعدد الأنواع الحالية على الأرض بين 10-14 مليون، وقد وُثق منها حوالي 1.2 ميلون، وبقي 86% منها دون توصيف.
يقدر العدد الإجمالي لأزواج قواعد الحمض النووي ذات الصلة على الأرض بحوالي 5.0 × 1037 وتزن هذه الكمية 50 مليار طن. قُدرت الكتلة الإجمالية للغلاف الحيوي بما يصل إلى أربعة تريليونات طن من الكربون. أفاد العلماء في يوليو 2016، بتحديد مجموعة من 355 جينًا من آخر سلف مشترك عالمي (LUCA) لجميع الكائنات الحية التي تعيش على الأرض.
يبلغ عمر الأرض حوالي 4.54 مليار سنة. يرجع أقدم دليل لا جدال فيه على وجود الحياة على الأرض إلى ما لا يقل عن 3.5 مليار سنة مضت، خلال الحقبة السحيقة الأولى بعد أن بدأت القشرة الجيولوجية في التصلب بعد مرور الدهر الجهنمي في وقت سابق. عُثر على أحافير للحصيرة الميكروبية في حجر رملي عمره 3.48 مليار عام اكتُشف في غرب أستراليا.
يعدّ الجرافيت الموجود في الصخور الرسوبية المتحولة المكتشفة في غرب غرينلاند والتي يبلغ عمرها 3.7 مليار عام، من الأدلة الفيزيائية المبكرة الأخرى على وجود مادة أحيائية. عُثر في عام 2015 على «بقايا حياة بيولوجية» في صخور عمرها 4.1 مليار سنة في غرب أستراليا، وجاء حسب أحد الباحثين: «إذا نشأت الحياة بسرعة نسبيًا على الأرض.. فقد يكون ذلك شائعًا في الكون أيضًا».
أدت خمس حالات انقراض جماعي كبرى والعديد من الأحداث الصغيرة منذ أن بدأت الحياة على الأرض إلى حدوث انخفاضات كبيرة ومفاجئة في التنوع الحيوي. شهد دهر البشائر (آخر 540 مليون سنة) نموًا سريعًا في التنوع الحيوي عبر الانفجار الكامبري، الفترة التي ظهرت فيها غالبية الشعب متعددة الخلايا لأول مرة. تضمنت الأربعمائة مليون سنة التالية خسائر متكررة وهائلة في التنوع الحيوي، صُنفت لاحقًا على أنها أحداث انقراض جماعي. أدى انهيار غابات العصر الفحمي المطيرة إلى خسارة كبيرة في الحياة النباتية والحيوانية. حدث الانقراض البرمي-الثلاثي، قبل 251 مليون سنة، وكان الأسوأ على الإطلاق، واستغرق تعافي الفقاريات 30 مليون سنة.
حدث انقراض العصر الطباشيري-الباليوجيني القريب جدًا، منذ 65 مليون سنة، وجذب انتباهًا أكثر من غيره لأنه أدى إلى انقراض الديناصورات غير الطيرية. شهدت الأرض انخفاضًا مستمرًا في التنوع البيولوجي وخسارة مصاحبة للتنوع الجيني منذ ظهور البشر. دعي ذلك انقراض الهولوسيني وكانت التأثيرات البشرية سبب الانخفاض في المقام الأول، ولا سيما تدمير الموائل. يؤثر التنوع الحيوي على العكس من ذلك، بشكل إيجابي على صحة الإنسان بعدة طرق، مع احتمالية وجود آثار سلبية ضئيلة.
عينت الأمم المتحدة الفترة 2011-2020 عقدًا للأمم المتحدة للتنوع البيولوجي، و2021-2030 كعقد الأمم المتحدة لاستعادة النظام البيئي، إذ أن 25% من الأنواع النباتية والحيوانية مهددة بالانقراض بسبب النشاط البشري، وفقًا لتقرير التقييم العالمي لعام 2019 بشأن التنوع البيولوجي وخدمات النظم البيئية الصادر عن المنبر الحكومي الدولي للسياسات العلمية في مجال التنوع البيولوجي وخدمات النظم البيئية. وجد تقرير المنبر الصادر في أكتوبر 2020 أن نفس الإجراءات البشرية التي تؤدي إلى فقدان التنوع البيولوجي أدت أيضًا إلى انتشار الأوبئة.
جاء في الإصدار الخامس من تقرير التوقعات العالمية للتنوع البيولوجي للأمم المتحدة 2020، والذي كان بمثابة «بطاقة التقرير النهائي» لأهداف أيشي للتنوع البيولوجي- سلسلة من 20 هدفًا وضعت عام 2010- في بداية عقد الأمم المتحدة بشأن ذكر التنوع البيولوجي، والتي من المفترض تحقيق معظمها بحلول نهاية عام 2020، أنه لم تتحقق بالكامل أي من الأهداف المتعلقة بحماية النظم البيئية وتعزيز الاستدامة.

## الانقراض
تبرز أهمية الحفاظ على التنوع الحيوي في الوقت الحالي نتيجة تناقص أعداد أجناس الحياة بإطراد، فقد أظهرت بيانات أصدرتها الجمعية الحيوانية في لندن أن العالم قد فقد منذ السبعينيات من القرن الماضي ما يقرب من ثلث الحياة البرية التي تعيش فيه.
وأشارت البيانات إلى أن عدد الأنواع التي تعيش على سطح الأرض قد انخفض بنسبة 25%، بينما انخفضت الأنواع البحرية بنسبة 28% والتي تعيش في المياه الحلوة بنسبة 29%. وتظهر الإحصاءات أن الجنس البشري يمحو نحو 1% من الأنواع الأخرى التي تسكن الكرة الأرضية كل عام، مما يعني أننا نعيش إحدى «مراحل الانقراض الكبرى» كما تقول المجلة. وتخلص المجلة إلى أن السبب في ذلك هو التلوث وانتشار المزارع الحيوانية والتوسع الحضاري إضافة إلى الإفراط في صيد الحيوانات والأسماك.
الدولفين البحري
ويتابع البحث الذي أجرته الجمعية الحيوانية ـ بالتعاون مع جماعة الحياة البرية المعنية بالحفاظ على الحياة البرية في العالم ـ مصير أكثر من 1400 نوع من الأسماك والبرمائيات والزواحف والطيور والثدييات، مستعينة بالمجلات العلمية الدورية والإحصائيات المتوفرة على شبكة المعلومات، وقد اكتشفت هذه أن عدد هذه الأنواع قد انخفض بنسبة 27% منذ عام 1970 حتى عام 2005.
من أشد الأنواع تضرراً الأنواع البحرية التي انخفضت أعدادها بنسبة 28% خلال 10 أعوام فقط (1995-2005). وقل عدد طيور المحيطات بنسبة 30% منذ منتصف التسعينات، بينما انخفض عدد الطيور المستقرة فوق اليابسة بنسبة 25%، ومن أكثر المخلوقات التي تضررت الظبي الإفريقي وسمك سمكة السيف «أبوسيف» وسمك القرش المطرقة. وقد يكون «البايجي» أو الدولفين الذي يعيش في نهر يانغتسي أطول أنهار الصين قد انقرض إلى الأبد.
و يأتي نشر هذه الإحصائيات قبيل انعقاد اجتماع مؤتمر التنوع الحيوي في مدينة بون الألمانية. وكان المؤتمر قد تأسس عام 2002 بهدف وقف الخسارة اتي تصيب الحياة البرية، وتعهدت الدول الأعضاء فيه بتحقيق «خفض كبير» في معدل خسارة التنوع الحيوي بحلول عام 2010.
إلا أن الجمعية الحيوانية تقول أن حكومات هذه الدول لم تضع السياسات الضرورية لتحقيق ذلك الهدف. وقالت أنه بينما يبدو أن معدل الانخفاض قد قل، إلا أنه «من غير المحتمل» أن يتم تحقيق مثل هذا الهدف.
ويقد به أيضا" تباين الحياة بكل اشكالها ومستوياتها وبناها ويشمل:
- التباين النوعي: وهو وجود الحياة على هيئة ملايين من الانواع المختلفة لكل منها صفات عامة تميزه وتركيب وراثي يمنع تكاثرة مع الانواع الأخرى وتشغل افراده نفس المحراب البيئي، كما يمثل فرجة زمانية معينة بعدها ينقرض ويندثر أو يشكل أصولاً تنبثق منها أنواع أخرى.
- التنوع البيئي: ويقصد به تنوع المواطن البيئية وعشائر الكائنات الحية والنظم البيئية.
- التباين الوراثي: وهو التباين على مستوى جزيئات (D N A).صحيح أن لجميع أفراد النوع نفس المستودع الجيني ولكن كل فرد داخل النوع يتميز بطراز وراثي خاص به والطراز الوراثي هو توفيقية البدائل الجينية التي يحملها الفرد في كل خليه من خلايا جسمه والبدائل الجينية هي اشكال مختلفه لنفس الجين نتجت بالطفرة أثناء الانقسامات الخلوية وكل منها يتسبب في إظهار نفس الصفة ولكن بمظهر مختلف وتتوزع البدائل الجينية بين افراد النوع بكل الاحتمالات الممكنة بعمليات التوزيع الحر للكروموسومات والعبور أثناء الانقسام الاختزالي، وكذالك بعمليات الاخصاب العشوائي.وكلما زادة درجة القربى بين الانواع زادة كمية الجينات المشتركة بينها

## التأثير على البشر
وقالت جمعية الحياة البرية أنه يتوقع أن يشكل التغير المناخي تهديدا كبيرا للحياة البرية خلال الأعوام الثلاثين المقبلة. وتحذر الجمعية من أن عدم اتخاذ الإجراءات الكفيلة بوقف هذا التدهور في معدل الحياة البشرية فسيكون له تأثير مباشر على الجنس البشري.
و أفاد جيمس ليب المدير العام للجمعية أن «تخفيض التنوع الحيوي يعني أن الملايين من البشر يواجهون مستقبلاً تكون فيه احتياجاتهم من الغذاء مهددة بسبب الآفات والحشرات، ومن المياه إما غير منتظمة أو معدومة تماما.»
ويضيف «لا أحد بإمكانه النجاة من تأثير فقدان التنوع الحيوي لأنه يعني بوضوح ضعف القدرة على اكتشاف الأدوية الجديدة وازدياد خطر الكوارث الطبيعية واشتداد تأثير الاحتباس الحراري.»
وتدعو جمعية حماية الحياة البرية الدول المجتمعة في بون للوفاء بتعهدها بإنشاء محميات طبيعية، والعمل على وقف قطع الغابات الاستوائية (التي تقلل من معدل الاحتباس الحراري) بحلول عام 2021.

## صيانة التنوع الحيوي (البيولوجي)
تمثِّل الاتفاقية العالمية للتنوع البيولوجي لعام 1992 أساساً قوياً لصيانة التنوع البيولوجي في العالم وعلى سطح الأرض، وتؤكد ضرورة استخدام موارده الحيوية استخداماً مستديماً. وعلى هذا يُعرّف مصطلح الموارد
الحيوية بأنه يتضمن الموارد الجينية أو الكائنات الحية أو أجزاء منها أو أيَّ
فصائل أو عناصر حيوانية أو نباتية تكون ذات قيمة فعلية أو مفيدة للبشرية. كما يُعرّف مفهوم الاستدامة بأنه استجابة التنوع الحيوي بكل عناصره للوفاء باحتياجات سكان العالم من الموارد من اجل التنمية وتحقيق مستويات أعلى في المعيشة مع المحافظة على ازدهار الموارد الحيوية وعلى إنتاجيتها، من أجل الأجيال الحاضرة والأجيال القادمة
في مسيرة الحياة. أما التنمية غير المستدامة فستعمل على تفاقم المشكلات البيئية وتحميل النظم البيئية الطبيعية فوق استطاعتها، ممّا يؤدي إلى اختلال التوازن والتناغم بين العناصر الحية ومكونات البيئة. فاستغلال الموارد الحيوية على نحو جائر غير مسؤول بقصد الأرباح المتزايدة، عن طريق إجهاد البيئة، قد يؤدي إلى سلبيات ستدفع الأجيال اللاحقة ثمنها. لهذا يتعين على سكان هذا الكوكب أن تعمل على الالتزام وتطبيق اتفاقية التنوع البيولوجي لصيانته وعدم استباحة موارده الحيوية، على أن تكون هنالك تنمية مستدامة دون استنزاف أو تدمير للتنوع الحيوي، وتلبّي حاجات الجيل الحاضر دون أن تعرّض للخطر قدرة الأجيال القادمة على تلبية احتياجاتها والعيش بسلام وتوازن مع البيئة ومواردها البيولوجية.
اعتمد المؤتمر الخامس عشر للأطراف في اتفاقية التنوع البيولوجي (COP 15) خارطة طريق تاريخية لإنجازها بحلول عام 2030، وتتضمن أهدافاً قائمة على أساس المناطق مثل اعتبار 30 ٪ من سطح الأرض مناطق محمية وترميم 30 ٪ على الأقل من الأراضي المتدهورة ومناطق المياه الداخلية والنظم البيئية الساحلية والبحرية بحلول عام 2030. وسوف تساهم اليونسكو في تنفيذ إطار كونمينغ - مونتريال العالمي للتنوع البيولوجي من خلال شبكاتها الخاصة بالمناطق المحميّة.)
ويدخل التنوع الحيوي في مواجهة عنيفة مع البيئة والهندسة الوراثية والتقانة (التكنولوجية) الحيوية ومنتجات الثورة الصناعية، مما يهدد بانقراض جديد للتنوع الحيوي، يُذكِّر بالانقراضات السابقة، ممّا يشكّل خطراً على النوع البشري نفسه وعلى مستقبله، إذ دُمِّرَ ما يزيد على ستين ألف نوع نباتي، وانكمش السطح المغطى بالغابات إلى 55% ممّا كان عليه، كما انقرض ستة آلاف نوع حيواني. حتى إن إبادة الفقاريات وصلت إلى نصف تعدادها الذي كانت عليه في نهاية القرن التاسع عشر، وإن قطع الغابات المطرية والاستوائية مستمر بنحو سبعة عشر مليون هكتار سنوياً. وتعطي التقديرات على أن الأرض ستفقد نحو 8% من مجمل الأنواع الحية في السنوات القادمة إذا استمر قطع الغابات على ما هو عليه. وهكذا دخل التنوع
البيولوجي في مفهوم الزمان إذ أنه يقف أمام كارثة محتملة تهدد بالانقراض العام، ما لم تتدخل كل الجهود الإنسانية للأسرة العالمية لوقف الكارثة وإعادة التوفيق
والتلاؤم بين الحياة والبيئة ليعود للتنوع الحيوي نجاحه وازدهاره وقابليته للاستمرار.

## التهديدات

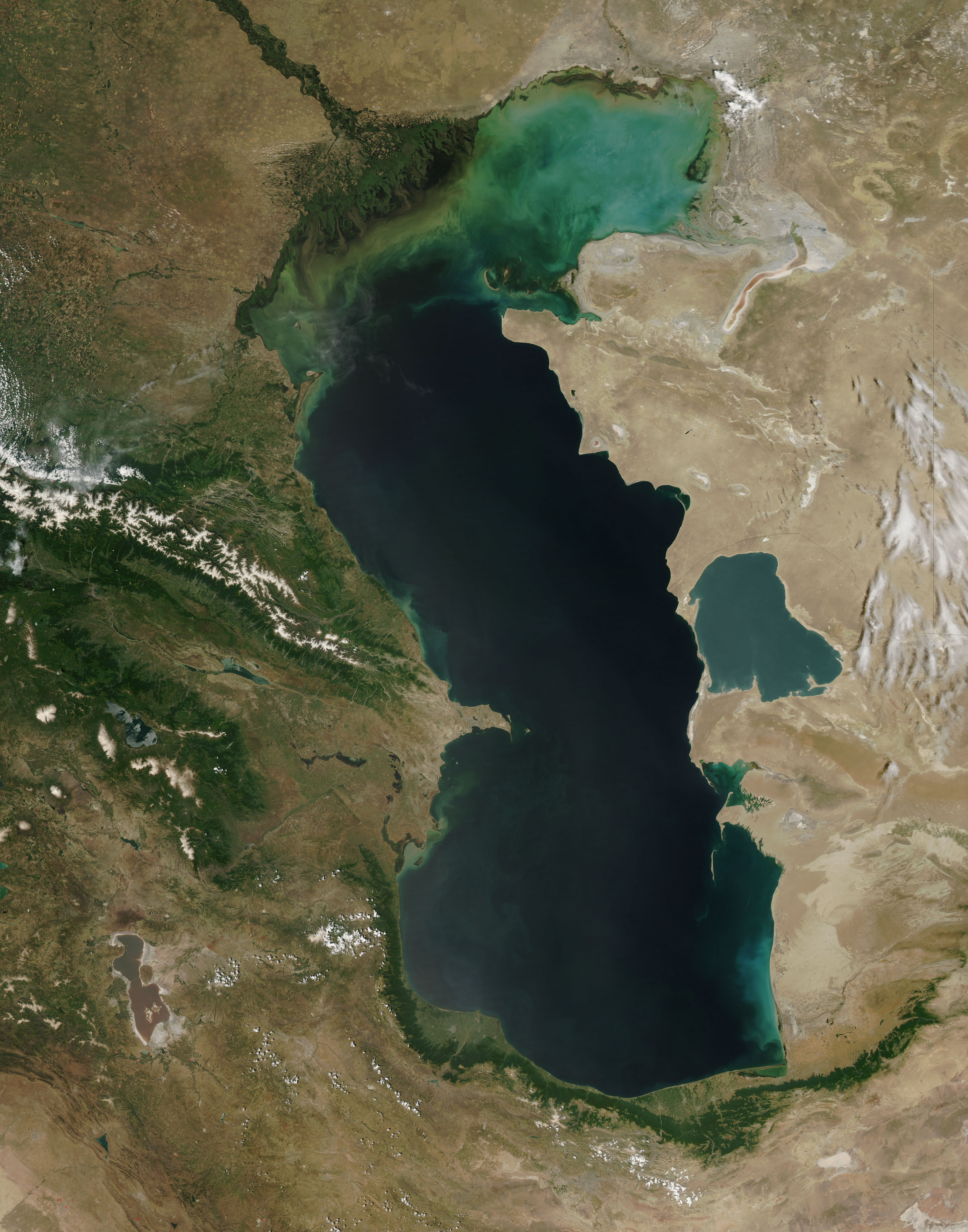
الإثراء الغذائي (Eutrophication)، الظاهرة البيئية الملحوظة في الجزء الشمالي من بحر قزوين.

### صحة الإنسان
أصبحت علاقة التنوع الحيوي بصحة الإنسان قضية سياسية دولية، إذ تشير الأدلة العلمية إلى الآثار الصحية العالمية لفقدان التنوع الحيوي. ترتبط هذه القضية ارتباطًا وثيقًا بقضية التغير المناخي، إذ ترتبط العديد من المخاطر الصحية المتوقعة للتغير المناخي بالتغيرات في التنوع الحيوي (مثل التغيرات في التعداد السكاني وتوزيع ناقلات الأمراض، وندرة المياه العذبة وتأثيرها على التنوع البيولوجي الزراعي والموارد الغذائية وما إلى ذلك). ذلك أن الأنواع الأكثر عرضة للاختفاء هي تلك التي تقي من انتقال الأمراض المعدية، في حين تميل الأنواع الباقية إلى أن تزيد من انتقال المرض، مثل فيروس غرب النيل ومرض لايم وفيروس هانتا، وذلك وفقًا لدراسة أجريت بالاشتراك مع عالمة البيئة في كلية بارد ودرو هارفيل، فيليسيا كيسينج، وهي المديرة المساعدة في مركز أتكينسون البيئي لمستقبل مستدام، في جامعة كورنيل.
يمثل الطلب المتزايد على المياه الصالحة للشرب على كوكب الأرض ونقصها، تحديًا إضافيًا لمستقبل صحة الإنسان. تكمن المشكلة جزئيًا في نجاح موردي المياه في زيادة الإمدادات وفشل المجموعات في تعزيز الحفاظ على الموارد المائية. توزيع المياه النظيفة غير متكافئ في بعض أجزاء العالم على الرغم من ازدياده. لم يستفد من خدمة مياه الشرب المدارة بأمان سوى 71% من سكان العالم، وفقًا لمنظمة الصحة العالمية (2018).
تشمل بعض القضايا الصحية المتأثرة بالتنوع الحيوي: الصحة الغذائية والأمن الغذائي، والأمراض المعدية، والعلوم الطبية والموارد الطبية، والصحة الاجتماعية والنفسية. يلعب التنوع الحيوي دورًا مهمًا في الحد من مخاطر الكوارث وفي جهود الإغاثة والتعافي بعد الكوارث.
تزداد فرصة أن يواجه العامل الممرض كالفيروس، مقاومة أكبر في المجموعة متنوعة الفئات، ويتوسع بسهولة أكبر في المجموعة المتشابهة وراثيًا. كان لجائحة كوفيد-19 فرص أقل في الظهور لو كان العالم بتنوع حيوي أكبر.
يوفر التنوع الحيوي دعمًا أساسيًا لاكتشاف الأدوية وتوافر الموارد الطبية. تشتق نسبة كبيرة من الأدوية من مصادر حيوية بشكل مباشر أو غير مباشر: يشتق 50% على الأقل من المركبات الصيدلانية الموجودة في السوق الأمريكية من النباتات والحيوانات والكائنات الدقيقة، ويعتمد حوالي 80% من سكان العالم على أدوية من الطبيعة (المستخدمة في الممارسات الطبية الحديثة أو التقليدية) للرعاية الصحية الأولية.
لم يُفحص إلا جزء ضئيل فقط من الأنواع البرية بحثًا عن إمكانات طبية. كان التنوع الحيوي أمرًا بالغ الأهمية للتقدم في جميع أنحاء مجال البيولوجيا الإلكترونية. تشير الدلائل المستمدة من تحليل السوق وعلوم التنوع الحيوي إلى أن الانخفاض في إنتاج قطاع المستحضرات الصيدلانية منذ منتصف ثمانينيات القرن العشرين، يُعزى إلى الابتعاد عن استكشاف المنتجات الطبيعية (التنقيب الحيوي) لصالح علم الجينوم والكيمياء التركيبية، وقد لا توفر الادعاءات المتعلقة بقيمة الأدوية غير المكتشفة حافزًا كافيًا للشركات في الأسواق الحرة للبحث عنها بسبب التكلفة العالية للتطوير، في حين تتمتع المنتجات الطبيعية بتاريخ طويل في دعم الابتكارات الاقتصادية والصحية الهامة.
تعتبر النظم البيئية البحرية ذات أهمية خاصة، رغم إمكانية أن يتسبب التنقيب الحيوي غير الملائم في زيادة فقدان التنوع الحيوي، فضلًا عن انتهاك قوانين المجتمعات والدول التي تؤخذ منها الموارد.